# Olof Rudbeck der Jüngere

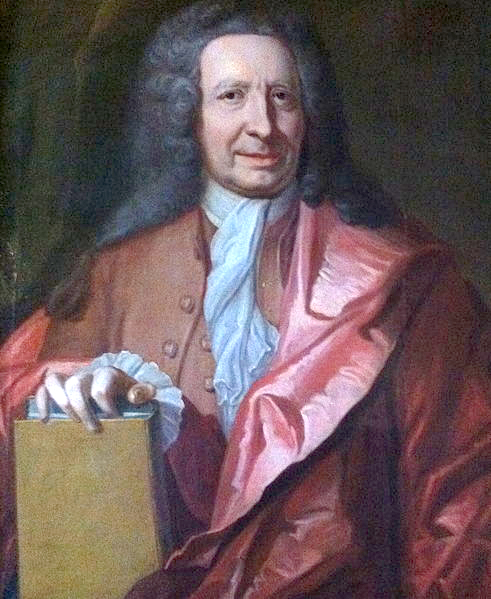
Olof Rudbeck der Jüngere

Olof Rudbeck der Jüngere (* 15. März 1660 in Uppsala; † 23. März 1740) war ein schwedischer Anatom und Botaniker. Sein offizielles botanisches Autorenkürzel lautet „O.O.Rudbeck“. Sein Sohn war Johan Olof Rudbeck (1711–1790), der ebenfalls Botaniker und Mediziner war.

## Leben und Wirken
Der Sohn des Universalgelehrten Olof Rudbeck dem Älteren wurde zunächst von seinem Vater unterrichtet und begann anschließend ein Medizinstudium an der Universität Uppsala. Dort gab er 1686 auch seine Disputation De propagatione plantarum heraus. Im gleichen Jahr wurde Rudbeck medizinischer Adjunkt an der Universität Uppsala. 1687 begann er eine ausgedehnte Europareise, die ihn u. a. nach England, in die Niederlande und nach Deutschland führte. Er wurde in Utrecht promoviert und kehrte 1691 nach Schweden zurück, wo er ein Jahr später die Nachfolge seines Vaters auf dem Lehrstuhl für Anatomie und Botanik in Uppsala antrat. Dreimal (1708, 1715 und 1724) amtierte er als Rektor der Universität Uppsala. Mit dem späteren Erzbischof Erik Benzelius d. J. gründete er 1719 die Königliche Gesellschaft der Wissenschaften in Uppsala.
Olof Rudbeck der Jüngere unternahm 1695 eine Reise nach Lappland. Von den geplanten zwölf Bänden, in denen Rudbeck die Forschungen in Lappland darstellen wollte, war 1701 der erste Band Nova Samoland, sive Lapponia illustrata erschienen. Die Entwürfe für die restlichen Bände wurden durch den Brand von Uppsala im Jahr 1702 zerstört.
Er wurde 1719 geadelt und  1739 Archiater. Er war ein Lehrer von Carl von Linné.

## Ehrungen
Nach ihm und nach seinem Vater, Olof Rudbeck dem Älteren ist die Pflanzengattung Rudbeckia L. aus der Familie der Korbblütler (Asteraceae) benannt.

## Schriften (Auswahl)
- Propagatio plantarum botanico-physica, qvam experientiâ et rationibus stabilitatam, figuris æneis exornatam et huic nostro climati adcommodatam […]. Uppsala 1686 (Digitalisat).
- Nora Samolad sive Laponia Illustrata et iter per Uplandiam, Gestriciam, Helsingiam […] ad calcem glossarium Laponicum accedit. Uppsala 1701 (Digitalisat).
- Ichthyologiae biblicae. 2 Teile, Uppsala 1705–1722 (Teil 1, Teil 2).